# Александер, Дентон Юджин
Дентон Юджин Александер (18 декабря 1917, США — 2004, США) — американский генетик и селекционер растений.

## Биография
Родился 18 декабря 1917 года в США. В конце 1930-х годов поступил в Иллинойсский университет, который окончил в 1941 году. В 1951 году был приглашён администрацией Иллинойсского университета на агрономический факультет, с 1963 года стал профессором. Работал в университете фактически до самой смерти.
Скончался в 2004 году в США. Более подробная информация о Дентоне Александере неизвестна.

## Научные работы
Основные научные работы посвящены теоретическим и методическим вопросам генетики и селекции растений.
- Разрабатывал генетические основы селекции кукурузы.

## Членство в обществах
- 1970 — Иностранный член ВАСХНИЛ.

## Список использованной литературы
- Биологи. Биографический справочник.— Киев.: Наук. думка, 1984.— 816 с.: ил